# Tres Xemeneies del Poble-sec
Els gegants Tres Xemeneies del Poble-sec són unes figures del final dels vuitanta que representen el trencament del concepte més clàssic de gegant: combinen característiques humanes amb unes altres d'arquitectòniques, totes fetes a partir d'elements que s'identifiquen amb el barri.
Tenen el cos amb la forma d'una de les imatges més característiques del Poble-sec i del Paral·lel: les tres xemeneies, però amb caps humans al capdamunt. Figuren, doncs, tres personatges diferents: en Paral·lel, un presentador del «music hall»; la Paral·lela, una corista de cabaret; i en Sec, que representa el fum de la central tèrmica. Les figures també tenen l'originalitat de presentar dos rostres: l'un amb formes humanes clares i l'altre format pels volums del fum.
La construcció dels tres gegants van ser impulsada per l'Associació de Nens i Nenes Escoltes del Poble-sec i l'execució va anar a càrrec dels tramoistes del Molino. Els van batejar el dia 1 d'abril de 1989 davant el Molino, apadrinats per la popular vedet Merche Mas. L'estrena, la feren a les festes de la Mercè d'aquell any, i van ser objecte d'admiració per la innovació que aportaven a la imatgeria festiva barcelonina.
Les Tres Xemeneies han representat el barri en tota mena de cercaviles i festes de la ciutat, sempre acompanyats de la colla de Geganters i Grallers del Poble-sec, que més tard va incorporar l'Armand de Montjuïc i la Rosa del Paral·lel a la comparsa. Tots plegats són els amfitrions de la trobada gegantera anual del barri, que forma part dels actes de la festa major, pels volts de Sant Jaume. És aleshores que es pot veure representat el ball propi de les figures, composició de Xavier Muixench.